# Laugu United Football Club
Il Laugu United FC (nome completo Laugu United Football Club) è una società calcistica con sede ad Honiara, nelle Isole Salomone. Partecipa all'Honiara FA League e al National Club Championship.

## Palmarès
- Honiara FA League: 1

2000

## Bilancio in OFC Champions League
Nella OFC Champions League:
- 2001: Fase a gironi